# Batu Mamak (Padang Bolak)
Batu Mamak is een bestuurslaag in het regentschap Padang Lawas Utara van de provincie Noord-Sumatra, Indonesië. Batu Mamak telt 38 inwoners (volkstelling 2010).